# Rikuya Itō
Rikuya Itō (japanisch 伊東 利来也 Itō Rikuya; * 10. November 1998 in Funabashi) ist ein japanischer Sprinter, der sich auf den 400-Meter-Lauf spezialisiert hat.

## Sportliche Laufbahn
Erste internationale Erfahrungen sammelte Rikuya Itō bei den Asienmeisterschaften 2019 in Doha, bei denen er im Finale über 400 Meter disqualifiziert wurde und mit der japanischen 4-mal-400-Meter-Staffel in 3:02,94 min die Goldmedaille gewann. Kurz darauf schied er bei den World Relays in Yokohama mit 3:19,71 min im Vorlauf der Mixed-Staffel aus. Bei den World Athletics Relays 2021 im polnischen Chorzów wurde er in 3:04,45 min Zweiter in der 4-mal-400-Meter-Staffel hinter dem Team aus den Niederlanden.
2020 wurde Itō japanischer Meister im 400-Meter-Lauf.

## Persönliche Bestzeiten
- 200 Meter: 21,16 s (−0,6 m/s), 17. April 2021 in Tokorozawa
- 400 Meter: 45,79 s, 8. September 2018 in Kawasaki